# メアリー・マクラレン
メアリー・マクラレン（Mary MacLaren, 1896年1月19日 - 1985年11月9日）は、アメリカ合衆国の女優である。本名メアリー・マクドナルド（Mary MacDonald）。日本ではメリー・マクラレンとも表記された。

## 人物・来歴

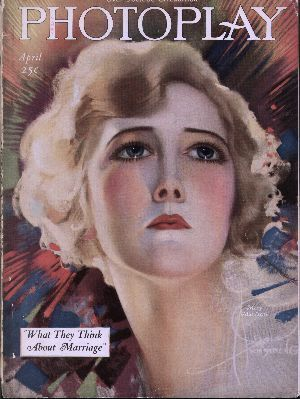
Photoplay誌1921年4月号

1896年（明治29年）1月19日、ペンシルベニア州ピッツバーグに生まれる。5歳年長の姉は女優のキャサリン・マクドナルドである。
当初のキャリアはファッション・モデルであり、ニューヨークのブロードウェイでのレヴュー The Passing Show of 1914 の舞台に立っている。
1916年（大正5年）、ユニヴァーサル・フィルム・マニュファクチュアリング・カンパニー（現在のユニバーサル・ピクチャーズ）に入社、同年、タイロン・パワー・シニア主演、フィリップス・スモーリーとロイス・ウェバーが共同で監督した『暗中鬼』に出演して映画界にデビュー、次作、同社子会社のブルーバード映画製作、ウェバーが監督した『毒流』に主演して、スターとなる。同社では、『誰が為に』、『家を求めて』に主演、ハリソン・フォードが主演した『予言者』に出演、いずれも日本でも公開された。
1917年（大正6年）、交通事故により瀕死の重傷を頭部に負い、10日間死線をさまようが手術の末、生還する。同年公開の主演作『耕す乙女』から、翌1918年（大正7年）の主演作 A Model's Confession で復帰するまで約1年休業する。復帰後は、アイダ・メイ・パーク監督作に多く主演した。1920年代に入ると、主演作はなくなり、脇役に徹することとなる。
1924年（大正13年）、ジョージ・ハーバート・ヤング大佐と結婚、それを期に同年11月26日公開の『涙の海路』を最後に一旦引退する。1928年（昭和3年）、ジョージ・ハーバート・ヤング大佐と別離（離婚か死別は不詳）する。1931年（昭和6年）、マクラレンにとって初のトーキー The Mystery Train で映画界に復帰する。のちにロバート・S・コールマンと再婚した。
第二次世界大戦後の1948年（昭和23年）、2度目の交通事故で重傷を負い、引退した。
1985年（昭和60年）11月9日、カリフォルニア州ロサンゼルス市ハリウッドで呼吸器疾患により死去した。満89歳没。同州グレンデールにあるフォレスト・ローン・メモリアル・パークに眠る。

## フィルモグラフィ
すべて出演作である。

### 1910年代

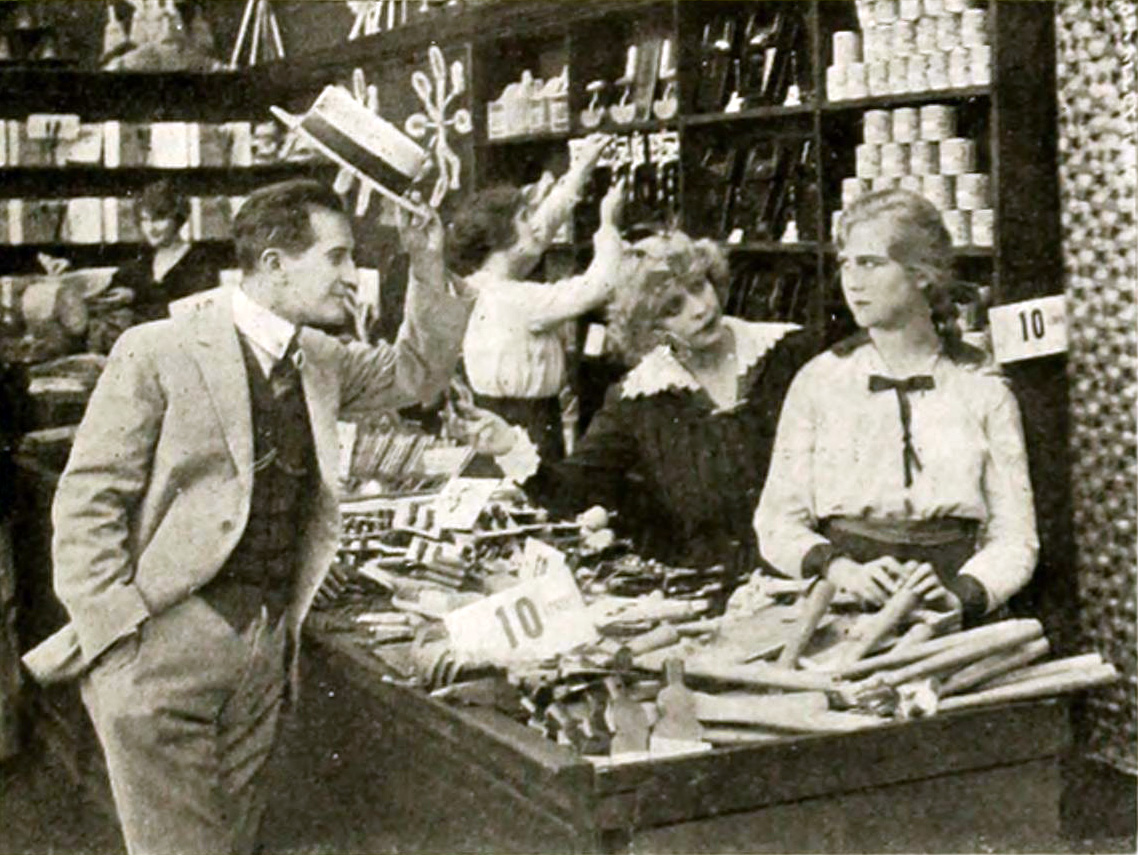
Shoes (1916年)

- 『暗中鬼』 Where Are My Children? : 監督フィリップス・スモーリー / ロイス・ウェバー、主演タイロン・パワー・シニア、1916年 - ノンクレジット出演・役 Walton's Maid
- 『毒流』 Shoes : 監督ロイス・ウェバー、1916年 - 主演・役 Eva Meyer
- 『誰が為に』 Saving the Family Name : 監督フィリップス・スモーリー / ロイス・ウェバー、1916年 - 主演・役 Estelle Ryan
- 『アイドルワイヴス』 Idle Wives : 監督・主演フィリップス・スモーリー / ロイス・ウェバー、1916年 - 出演・役 Molly
- 『家を求めて』 Wanted: A Home : 監督フィリップス・スモーリー / ロイス・ウェバー、1916年 - 主演・役 Mina Rogers
- Her Bargain : 監督不明、1917年 - 出演・役 Irma Stanton
- 『予言者』 The Mysterious Mrs. Musslewhite : 監督ロイス・ウェバー、1917年 - 出演・役 Phyllis Woodman
- 『拝金狂』 Money Madness : 監督ヘンリー・マックレイ、1917年 - 出演・役 Ethel Fuller
- 『耕す乙女』 The Plow Woman : 監督チャールズ・スウィッカード、1917年 - 主演・役 Mary MacTavish
- A Model's Confession : 監督アイダ・メイ・パーク、1918年 - 出演・役 Iva Seldon
- Bread : 監督アイダ・メイ・パーク、1918年 - 出演・役 Candace Newby
- 『虚栄の渦巻』 The Vanity Pool : 監督アイダ・メイ・パーク、1918年 - 出演・役 Marna Royal
- Secret Marriage : 監督トム・リケッツ、1919年 - 出演・役 Mary MacLaren
- 『夜半の嵐』 Creaking Stairs : 監督ルパート・ジュリアン、1919年 - 出演・役 'Dearie' Lane
- 『意外の夫人』 The Amazing Wife : 監督アイダ・メイ・パーク、1919年 - 出演・役 Cicely Osborne
- 『飾りなき女』 The Unpainted Woman : 監督トッド・ブラウニング、1919年 - 出演・役 Gudrun Trygavson
- 『薄命の女』 The Weaker Vessel : 監督ポール・パウエル、1919年 - 出演・役 Abby Hopkins
- 『波間の花嫁』 The Petal on the Current : 監督トッド・ブラウニング、1919年 - 出演・役 Stella Schump
- 『野辺のローマンス』 Bonnie Bonnie Lassie : 監督トッド・ブラウニング、1919年 - 出演・役 Alisa Graeme
- 『指示する指』 The Pointing Finger : 監督エドワード・A・カル / エドワード・モリッシー、1919年 - 出演・役 Mary Murphy

### 1920年代
- 『踊子となりて』（別題『えんじと富』） Rouge and Riches : 監督ハリー・L・フランクリン、1920年 - 出演・役 Becky
- The Forged Bride : 監督ダグラス・ジェラード、1920年 - 出演・役 Peggy
- 『離婚への途』 The Road to Divorce : 監督フィル・ローゼン、1920年 - 出演・役 Mary Bird
- 『雁』 The Wild Goose : 監督アルベール・カペラニ、1921年 - 出演・役 Diana Manneers
- 『三銃士』 The Three Musketeers : 監督フレッド・ニブロ、1921年 - 出演・役 Queen Anne of Austria
- 『大陸突破』（別題『大陸を横断して』） Across the Continent : 監督フィル・ローゼン、1922年 - 出演・役 Louise Fowler
- 『霧の中の顔』 The Face in the Fog : 監督アラン・クロスランド、1922年 - 出演・役 Mary Dawson
- 『嵐は去れり』 Outcast : 監督チェスター・ワージー、1922年 - 出演・役 Valentine Moreland
- 『洪水! 洪水!』 On the Banks of the Wabash : 監督J・スチュアート・ブラックトン、1923年 - 出演・役 Yvonne
- Under the Red Robe : 監督アラン・クロスランド、1923年 - 出演・役 Anne of Austria
- 『絶海の猛漢』 The Uninvited Guest : 監督ラルフ・インス、1924年 - 出演・役 Irene Carlton
- The Courageous Coward : 監督ポール・ハースト、1924年 - 出演・役 Jerry Luther
- 『涙の海路』 The Dark Swan : 監督ミラード・ウェッブ、1924年 - 出演・役 Mary Robinson

### 1930年代
- The Mystery Train : 監督フィル・ホイットマン、1931年 - 出演・役 Nurse
- The Phantom Broadcast : 監督フィル・ローゼン、1933年 - 出演・役 Beth
- 『鷲と鷹』 The Eagle and the Hawk : 監督スチュアート・ウォーカー、1933年 - ノンクレジット出演・役 Party Guest
- Professional Sweetheart : 監督ウィリアム・A・サイター、1933年 - ノンクレジット出演・役 Ipswich's Secretary
- 『青春罪あり』 Disgraced! : 監督アール・C・ケントン、1933年 - ノンクレジット出演・役 Kirk Underwood's Secretary
- 『彼女の用心棒』 Her Bodyguard : 監督ウィリアム・ボーディン、1933年 - ノンクレジット出演・役 Sales Clerk
- 『深夜の怪紳士』 Midnight Club : 監督アレクサンダー・ホール / ジョージ・サムンズ、1933年 - ノンクレジット出演・端役
- Rafter Romance : 監督ウィリアム・A・サイター、1933年 - ノンクレジット出演・役 Office Supervisor
- Headline Shooter : 監督オットー・ブラワー、1933年 - 出演・役 Murderess
- 『九番目の客』 The Ninth Guest : 監督ロイ・ウィリアム・ニール、1934年 - ノンクレジット出演・役 Party Guest
- I've Got Your Number : 監督レイ・エンライト、1934年 - ノンクレジット出演・役 Mrs. Banning
- 『夫の日記』 Journal of a Crime : 監督ウィリアム・ケイリー、1934年 - ノンクレジット出演・役 Dinner Guest
- 『ロスチャイルド』 The House of Rothschild : 監督アルフレッド・L・ワーカー、1934年 - ノンクレジット出演・役 Woman in 1780 Sequence
- 『白衣の騎士』 Men in White : 監督リチャード・ボレスラウスキー、1934年 - ノンクレジット出演・役 Nurse
- Registered Nurse : 監督ロバート・フローリー、1934年 - ノンクレジット出演・役 Dickie's Mother
- Merry Wives of Reno : 監督H・ブルース・ハンバーストン、1934年 - ノンクレジット出演・役 Hotel Party Guest
- The Key : 監督マイケル・カーティス、1934年 - ノンクレジット出演・役 Street Walker
- 『砲煙と薔薇』 Operator 13 : 監督リチャード・ボレスラウスキー、1934年 - ノンクレジット出演・役 Confederate Party Guest
- 『ある女の一生』 The Life of Vergie Winters : 監督アルフレッド・サンテル、1934年 - ノンクレジット出演・役 Nurse
- Charlie Chan's Courage : 監督ユージーン・フォード / ジョージ・ハデン、1934年 - 出演・役 Mother of Children
- 『激浪』 Whom the Gods Destroy : 監督ウォルター・ラング、1934年 - ノンクレジット出演・役 Train Passenger
- His Greatest Gamble : 監督ジョン・S・ロバートソン、1934年 - ノンクレジット出演・役 Dinner Guest
- 『わたし純なのよ』 The Girl from Missouri : 監督ジャック・コンウェイ、1934年 - ノンクレジット出演
- 『クレオパトラ』 Cleopatra : 監督セシル・B・デミル、1934年 - ノンクレジット出演・役 Roman Woman
- 『悪夢』 Evelyn Prentice : 監督ウィリアム・K・ハワード、1934年 - ノンクレジット出演・役 Courtroom Spectator
- 『彩られし女性』 The Painted Veil : 監督リチャード・ボレスラウスキー、1934年 - 出演（シーン削除）・役 Motherly Woman
- Man's Best Friend : 監督エドワード・A・カル / トーマス・ストーリー、1935年 - 出演・役 Mrs. Strong
- 『戦ふ巨象』 Clive of India : 監督リチャード・ボレスラウスキー、1935年 - ノンクレジット出演・役 Nurse
- 『或る夜の特ダネ』 After Office Hours : 監督ロバート・Z・レナード、1935年 - ノンクレジット出演・役 Patterson's Maid
- 『噫無情』 Les misérables : 監督リチャード・ボレスラウスキー、1935年 - ノンクレジット出演・役 Nurse
- Alias Mary Dow : 監督カート・ニューマン、1935年 - ノンクレジット出演・役 Nurse
- Age of Indiscretion : 監督エドワード・ラドウィッグ、1935年 - ノンクレジット出演・役 Mrs. Shaw's Maid
- Saddle Aces : 監督ハリー・L・フレイザー、1935年 : 監督、as Mary McLaren年 - 出演・役 Mrs. Sabot
- Ladies Crave Excitement : 監督ニック・グラインド、1935年 - ノンクレジット出演・役 Maid
- 『逢瀬いま一度』 Escapade : 監督ロバート・Z・レナード、1935年 - ノンクレジット出演・役 Nurse
- 『野生の叫び』 The Call of the Wild : 監督ウィリアム・A・ウェルマン、1935年 - ノンクレジット出演・役 Dawson Townswoman
- Westward Ho : 監督ロバート・N・ブラッドベリ、1935年 - 出演・役 Ma Wyatt
- 『極楽槍騎兵』 Bonnie Scotland : 監督ジェイムズ・W・ホーン、1935年 - ノンクレジット出演・役名不詳
- Navy Wife : 監督アラン・ドワン、1935年 - ノンクレジット出演・役 Nurse
- 『猛獣師の子』 O'shaughnessy's Boy : 監督リチャード・ボレスラウスキー、1935年 - ノンクレジット出演・役 Nun
- The New Frontier : 監督カール・ピアソン、1935年 - 出演・役 Mrs. Shaw
- 『少年G戦線』 Three Kids and a Queen : 監督エドワード・ラドウィッグ、1935年 - ノンクレジット出演・役 Customer
- Harmony Lane : 監督ジョセフ・サントリー、1935年 - ノンクレジット出演・役 Mrs. Wade
- Tell Your Children : 監督ルイ・J・ガスニエ、1936年 - ノンクレジット出演・役 Mrs. Lane
- 『バーレスクの王様』 King of Burlesque : 監督シドニー・ランフィールド、1936年 - ノンクレジット出演・役 Extra in Audience
- Chatterbox : 監督ジョージ・ニコルズ・ジュニア、1936年 - ノンクレジット出演・役 Woman Jenny talks to in audience
- The Return of Jimmy Valentine : 監督ルイス・D・コリンズ、1936年 - ノンクレジット出演・役 Radio Actress
- 『聖林裸道中』 Love on a Bet : 監督レイ・ジェイスン、1936年 - ノンクレジット出演・役 Department Store Clerk
- King of the Pecos : 監督ジョセフ・ケイン、1936年 - 出演・役 Mrs. Clayborn
- Vamp Till Ready : 監督チャーリー・チェイス / ハロルド・ロウ、1936年
- 『小公子』 Little Lord Fauntleroy : 監督ジョン・クロムウェル、1936年 - ノンクレジット出演・役 Maid
- 『テムプルの燈台守』 Captain January : 監督デイヴィッド・バトラー、1936年 - ノンクレジット出演・役 Governess
- 『或る雨の午後』 One Rainy Afternoon : 監督ローランド・V・リー、1936年 - ノンクレジット出演・端役
- Who's Looney Now : 監督レスリー・グッドウィンズ、1936年 - ノンクレジット出演
- 『花嫁凱旋』 Theodora Goes Wild : 監督リチャード・ボレスラウスキー、1936年 - ノンクレジット出演・役 Mrs. Wilson
- 『五つ児王国』 Reunion : 監督ノーマン・タウログ、1936年 - ノンクレジット出演・役 Mrs. Ogden
- What Becomes of the Children? : 監督ウォルター・シャムウェイ、1936年 - 出演・役 The Governess
- Under Cover of Night : 監督ジョージ・B・サイツ、1937年 - ノンクレジット出演・役 Alumna
- Rich Relations : 監督クリフォード・サンフォース、1937年
- 『海の巨人』 Sea Devils : 監督ベンジャミン・ストロフ、1937年 - ノンクレジット出演・役 Nurse
- 『偽装の女』 Quality Street : 監督ジョージ・スティーヴンス、1937年 - ノンクレジット（スタンドイン）
- The Man Who Found Himself : 監督ルー・ランダース、1937年 - ノンクレジット出演・役 Mary - Barbara's Maid
- The Woman I Love : 監督アナトール・リトヴァク、1937年 - ノンクレジット出演
- 『拳銃非常線』 Reckless Ranger : 監督スペンサー・ゴードン・ベネット、1937年 - 出演・役 Mrs. Jim (Mary) Allen
- 『マルクス一番乗り』 A Day at the Races : 監督サム・ウッド、1937年 - ノンクレジット出演・役 Nurse
- A Lawman Is Born : 監督サム・ニューフィールド、1937年 - 出演・役 Martha Lance
- Born Reckless : 監督マルコム・セント・クレア、1937年 - ノンクレジット出演 - 出演・役 Nurse
- 『身代り花形』 Stand-In : 監督テイ・ガーネット、1937年 - ノンクレジット出演・役 Naomi, Former Actress
- 52nd Street : 監督ハロルド・ヤング、1937年 - ノンクレジット出演・役 Nightclub Extra
- 『百万弗大放送』 The Big Broadcast of 1938 : 監督ミッチェル・ライゼン、1938年 - ノンクレジット出演・役 Woman
- Numbered Woman : 監督カール・ブラウン、1938年
- Young Dr. Kildare : 監督ハロルド・S・バケット、1938年 - ノンクレジット出演・役 Lodger Bringing Blanket
- Men in Fright : 監督ジョージ・シドニー、1938年 - ノンクレジット出演・役 Nurse
- The Duke of West Point : 監督アルフレッド・E・グリーン、1938年 - 出演・役 Nurse
- Midnight : 監督ミッチェル・ライゼン、1939年 - ノンクレジット出演・役 Stephanie's Party Guest
- Sergeant Madden : 監督ジョセフ・フォン・スタンバーグ、1939年 - ノンクレジット出演・役 Hospital Visitor
- Broadway Serenade : 監督ロバート・Z・レナード、1939年 - ノンクレジット出演・役 Costumer
- 『大平原』 Union Pacific : 監督セシル・B・デミル、1939年 - ノンクレジット出演・役 Official's Wife
- Man of Conquest : 監督ジョージ・ニコルズ・ジュニア、1939年 - ノンクレジット出演・役 Woman
- I Stole a Million : 監督フランク・タトル、1939年 - ノンクレジット出演・役 Nurse
- In Name Only : 監督ジョン・クロムウェル、1939年 - ノンクレジット出演・役 Nurse at Desk
- 『スミス都へ行く』 Mr. Smith Goes to Washington : 監督フランク・キャプラ、1939年 - ノンクレジット出演・役 Head Sister

### 1940年代
- The Shadow : 監督ジェイムズ・W・ホーン、1940年 - 出演（シーン削除）・役 Nurse Plunkitt （第9章）
- Ghost Valley Raiders : 監督ジョージ・シャーマン、1940年 - ノンクレジット出演・役 Townswoman
- 'Til We Meet Again : 監督エドモンド・グールディング、1940年 - ノンクレジット出演・役 Woman Sleeping in Deck Chair
- Rocky Mountain Rangers : 監督ジョージ・シャーマン、1940年 - ノンクレジット出演・役 Mrs. Logan
- We Who Are Young : 監督ハロルド・S・バケット、1940年 - ノンクレジット出演・役 Nurse Bringing Twin
- The Green Archer : 監督ジェイムズ・W・ホーン、1940年 - ノンクレジット出演・役 Mrs. Patton
- The Fargo Kid : 監督エドワード・キリー、1940年 - 出演・役 Mrs. Sarah Winters
- Misbehaving Husbands : 監督ウィリアム・ボーディン、1940年 - 出演・役 Gossiping Friend
- The Saint in Palm Springs : 監督ジャック・ハイヴリー、1941年 - ノンクレジット出演・役 Hotel Maid
- Prairie Pioneers : 監督レスター・オールベック、1941年 - 出演・役 Martha Nelson
- Willie and the Mouse : 監督ジョージ・シドニー、1941年 - ノンクレジット出演・役 Miss Schwarzenheimer
- 『塵に咲く花』 Blossoms in the Dust : 監督マーヴィン・ルロイ、1941年 - ノンクレジット出演・役 Bidder
- Sunset in Wyoming : 監督ウィリアム・モーガン、1941年 - ノンクレジット出演・役 Jim's wife
- The Apache Kid : 監督ジョージ・シャーマン、1941年 - ノンクレジット出演・役 Settler's Wife
- 『二つの顔をもつ男』 The Man Who Returned to Life : 監督ルー・ランダース、1942年 - ノンクレジット出演・役 Mrs. Foster
- Stagecoach Express : 監督ジョージ・シャーマン、1942年 - ノンクレジット出演・役 Stagecoach passenger
- The Cyclone Kid : 監督ジョージ・シャーマン、1942年 - ノンクレジット出演・役 Martha Sullivan
- 『サンセット・セレナーデ』 Sunset Serenade : 監督ジョセフ・ケイン、1942年 - ノンクレジット出演・役 Party Guest
- 『レオパルドマン 豹男』 The Leopard Man : 監督ジャック・ターナー、1943年 - ノンクレジット出演・役 Nun
- Six Gun Gospel : 監督ランバート・ヒルヤー、1943年 - 出演・役 Mrs. Mary Dailey
- Fighting Valley : 監督オリヴァー・ドレイク、1943年 - 出演・役 Ma Donovan
- Around the World : 監督アラン・ドワン、1943年 - ノンクレジット出演・役 Nurse
- Lady in the Dark : 監督ミッチェル・ライゼン、1944年 - ノンクレジット出演・役 Librarian
- A Night of Adventure : 監督ゴードン・ダグラス、1944年 - ノンクレジット出演・役 Maid
- Tomorrow, the World! : 監督レスリー・フェントン、1944年 - ノンクレジット出演・役 Woman on Sidewalk
- The Navajo Trail : 監督ハワード・ブレザートン、1945年 - 出演・役 Stella Ramsey
- Kitty : 監督ミッチェル・ライゼン、1945年 - ノンクレジット出演・役 Maid to Duke Malmunster
- Frontier Feud : 監督ランバート・ヒルヤー、1945年 - 出演・役 Homesteader Sarah Moran
- Crossed Trails : 監督ランバート・ヒルヤー、1948年 - 出演・役 Mrs. Laswell
- Dream Girl : 監督ミッチェル・ライゼン、1948年 - ノンクレジット出演・役 Judge Allerton's Wife
- My Own True Love : 監督コンプトン・ベネット、1949年 - ノンクレジット出演・役 Woman in Hut

## 関連事項
- キャサリン・マクドナルド （en:Katherine MacDonald）

## 註
1. 1 2 3 4 5 6 7 8 9 10 11 12 13 14 15 16 17 18  Mary MacLaren, Internet Movie Database （英語）, 2010年5月25日閲覧。
2. ↑  メリー・マクラレン、allcinema ONLINE, 2010年5月25日閲覧。
3. ↑  『ブルーバード映画の記録』 : 製作・著・発行山中十志雄・塚田嘉信、1984年4月、p.60-63.
4. ↑  Mary MacLaren, Find A Grave （英語）, 2010年5月25日閲覧。